# Hilde Güden
Hilde Güden (ur. 15 września 1917 w Wiedniu, zm. 17 września 1988 w Klosterneuburgu) – austriacka śpiewaczka, sopran.

## Życiorys
Ukończyła studia u Marii Wetzelsberger w Konserwatorium Wiedeńskim, występowała od 16. roku życia w rolach operetkowych. Jej debiutem operowym była rola Cherubina w Weselu Figara w Zurychu w 1939 roku. Występowała m.in. w Monachium, Rzymie, Florencji, Wiedniu, Mediolanie, Londynie, Berlinie i Hamburgu. W 1951 roku rolą Gildy w Rigoletcie Giuseppe Verdiego debiutowała w nowojorskiej Metropolitan Opera. Otrzymała tytuł Kammersängerin. Odznaczona została austriacką Odznaką Honorową za Naukę i Sztukę (1972).
Ceniona przede wszystkim jako interpretatorka ról w dziełach W.A. Mozarta: Despina w Così fan tutte, Donna Elwira i Zerlina w Don Giovannim, Zuzanna i Cherubin w Weselu Figara, Pamina w Czarodziejskim flecie. Występowała też w repertuarze współczesnym, m.in. w operach Benjamina Brittena i Borisa Blachera. Dokonała nagrań płytowych dla wytwórni Decca i Deutsche Grammophon.